# Melodifestivalen 50 år - Vinnarna
Melodifestivalen 50 år - Vinnarna är en VHS/DVD från 2005 med alla 54 vinnarlåtar från Melodifestivalen åren 1958 - 2005. Urvalet är gjort av Christer Björkman som även är programledare. Anna Bromée producerade, klippte och skrev manus. Produktionen sålde trippel platina.

## Låtar
- 1958 - Alice Babs - Lilla stjärna
- 1959 - Brita Borg - Augustin
- 1960 - Siw Malmkvist - Alla andra får varann
- 1961 - Lill-Babs - April, april
- 1962 - Inger Berggren - Sol och vår
- 1963 - Monica Zetterlund - En gång i Stockholm
- 1965 - Ingvar Wixell - Annorstädes vals
- 1966 - Lill Lindfors & Svante Thuresson - Nygammal vals
- 1967 - Östen Warnerbring - Som en dröm
- 1968 - Claes-Göran Hederström - Det börjar verka kärlek banne mig
- 1969 - Tommy Körberg - Judy min vän
- 1971 - Family Four - Vita vidder
- 1972 - Family Four - Härliga sommardag
- 1973 - Malta - Sommaren som aldrig säger nej
- 1974 - Abba - Waterloo
- 1975 - Lasse Berghagen - Jennie, Jennie
- 1977 - Forbes - Beatles
- 1978 - Björn Skifs - Det blir alltid värre framåt natten
- 1979 - Ted Gärdestad - Satellit
- 1980 - Tomas Ledin - Just nu
- 1981 - Björn Skifs - Fångad i en dröm
- 1982 - Chips - Dag efter dag
- 1983 - Carola Häggkvist - Främling
- 1984 - Herreys - Diggi-loo diggi-ley
- 1985 - Kikki Danielsson - Bra vibrationer
- 1986 - Lasse Holm & Monica Törnell - E' de' det här du kallar kärlek
- 1987 - Lotta Engberg - Fyra Bugg & en Coca Cola
- 1988 - Tommy Körberg - Stad i ljus
- 1989 - Tommy Nilsson - En dag
- 1990 - Edin-Ådahl - Som en vind
- 1991 - Carola - Fångad av en stormvind
- 1992 - Christer Björkman - I morgon är en annan dag
- 1993 - Arvingarna - Eloise
- 1994 - Marie Bergman & Roger Pontare - Stjärnorna
- 1995 - Jan Johansen - Se på mig
- 1996 - One More Time - Den vilda
- 1997 - Blond - Bara hon älskar mig
- 1998 - Jill Johnson - Kärleken är
- 1999 - Charlotte Perrelli (då Nilsson) - Tusen och en natt
- 2000 - Roger Pontare - När vindarna viskar mitt namn
- 2001 - Friends - Lyssna till ditt hjärta
- 2002 - Afro-dite - Never Let It Go
- 2003 - Fame - Give me your love
- 2004 - Lena Philipsson - Det gör ont
- 2005 - Martin Stenmarck - Las Vegas

## Artistintervjuer
- Kikki Danielsson
- Ingela "Pling" Forsman
- Nanne Grönvall
- Ann-Louise Hanson
- Lasse Holm
- Carola Häggkvist
- Jill Johnson
- Kayo
- Bobby Ljunggren
- Siw Malmkvist
- Charlotte Perrelli
- Lena Philipsson

## Bonusmaterial
1. Utan att fråga – Kenta
2. Långt härifrån – Py Bäckman
3. Du är alltid en del utav mig – Henrik Åberg
4. C'est la vie – Hanson, Carson & Malmkvist
5. Åh, vilken sång – Greta & Malou
6. Hela världen för mig – Sanna Nielsen
7. Harlequin – Harlequin
8. Kommer du ihåg mej? – Jim Jidhed
9. Om jag skriver en sång – Eva Dahlgren

### Fotnoter
1. ↑  ”Melodifestivalen 50 år : vinnarna”. Svensk mediedatabas. 26 februari 2005. http://smdb.kb.se/catalog/id/001372896. Läst 25 september 2016.